# Styphelia laeta
Styphelia laeta är en ljungväxtart. Styphelia laeta ingår i släktet Styphelia och familjen ljungväxter.

## Underarter
Arten delas in i följande underarter:
- S. l. laeta
- S. l. latifolia